# Tupistra ochracea
Tupistra ochracea är en sparrisväxtart som först beskrevs av Henry Nicholas Ridley, och fick sitt nu gällande namn av Noriyuki Tanaka. Tupistra ochracea ingår i släktet Tupistra och familjen sparrisväxter. Inga underarter finns listade i Catalogue of Life.